# 밀리센트 펜윅
밀리센트 버논 펜윅(Millicent Vernon Fenwick, 1910년 2월 25일 ~ 1992년 9월 16일)은 미국의 정치인으로 미국 뉴저지주 연방하원의원이다.

## 학사
- 바너드 칼리지
- 뉴 스쿨

## 경력
- 1970.01 ~ 1972.12 제194·195대 뉴저지주 제8선거구 하원의원
- 1975.01 ~ 1983.01 제94·95·96·97대 미국 뉴저지 제5선거구 연방하원의원
- 1983.06 ~ 1987.03 제1대 유엔식량농업기구 주재 미국 대사

## 역대 선거 결과
| 선거명      | 직책명                      | 대수  | 정당   | 득표율 | 득표수      | 결과 | 당락                   |
| ----------- | --------------------------- | ----- | ------ | ------ | ----------- | ---- | ---------------------- |
| 1969년 선거 | 하원의원 (뉴저지 제8선거구) | 194대 | 공화당 | 33.21% | 40,341표    | 2위  | 뉴저지 주의원 당선     |
| 1971년 선거 | 하원의원 (뉴저지 제8선거구) | 195대 | 공화당 | 30.41% | 30,790표    | 2위  | 뉴저지 주의원 당선     |
| 1974년 선거 | 하원의원 (뉴저지 제5선거구) | 94대  | 공화당 | 53.35% | 81,498표    | 1위  | 뉴저지주 하원의원 당선 |
| 1976년 선거 | 하원의원 (뉴저지 제5선거구) | 95대  | 공화당 | 66.86% | 137,803표   | 1위  | 뉴저지주 하원의원 당선 |
| 1978년 선거 | 하원의원 (뉴저지 제5선거구) | 96대  | 공화당 | 72.55% | 100,739표   | 1위  | 뉴저지주 하원의원 당선 |
| 1980년 선거 | 하원의원 (뉴저지 제5선거구) | 97대  | 공화당 | 77.51% | 156,016표   | 1위  | 뉴저지주 하원의원 당선 |
| 1982년 선거 | 상원의원 (뉴저지 제1부)     | 98대  | 공화당 | 47.75% | 1,047,626표 | 2위  | 낙선                   |